# 城中街道 (怀化市)
城中街道，是中华人民共和国湖南省怀化市鹤城区下辖的一个乡镇级行政单位。

## 行政区划
城中街道下辖以下地区：
新街社区、文化山社区、东兴街社区、茶园社区、仙人桥社区、铁树湾社区、天星坪社区、人民路社区、芷江路社区、三角坪社区、鹤州社区和西兴社区。